# Gardênia (Rancharia)
Gardênia é um distrito do município brasileiro de Rancharia, no interior do estado de São Paulo.

## História

### Origem
Sua fundação ocorre da doação de terras da Fazenda Marambaia, de propriedade de João Francisco Grillo. Ele foi comerciante na cidade de Paraguaçu Paulista e proprietário de um posto de combustíveis e de um armazém de secos e molhados, o qual levava o nome de "Casa Grillo". A avenida principal do distrito leva seu nome.

### Formação administrativa
- Distrito criado pela Lei n° 233 de 24/12/1948, com o povoado de Novo Capivari mais terras do distrito de Agissê, no município de Rancharia[4][5].

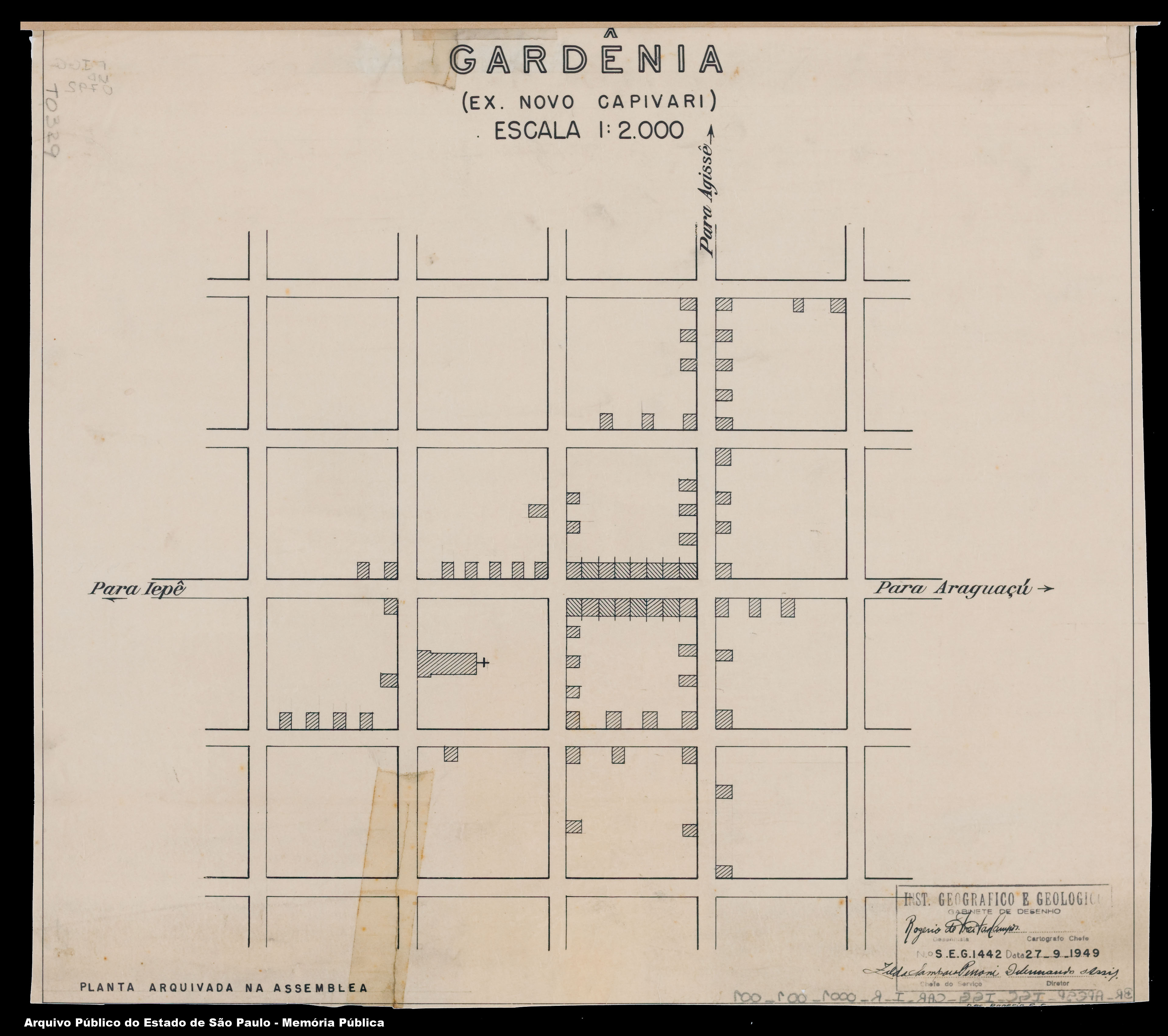
Planta da área urbana original.

### Pedidos de emancipação
O distrito tentou a emancipação político-administrativa e ser elevado à município, através de processos que deram entrada na Assembléia Legislativa do Estado de São Paulo nos anos de 1963, 1971 e 1991, mas como não atendiam os requisitos necessários exigidos por lei para tal finalidade, os processos foram arquivados.

## Geografia

### Demografia

#### População urbana
| Crescimento população urbana | Crescimento população urbana | Crescimento população urbana | Crescimento população urbana |
| Censo                        | Pop.                         |                              | %±                           |
| ---------------------------- | ---------------------------- | ---------------------------- | ---------------------------- |
| 1950                         | 270                          |                              | —                            |
| 1960                         | 370                          |                              | 37,0%                        |
| 1970                         | 371                          |                              | 0,3%                         |
| 1980                         | 466                          |                              | 25,6%                        |
| 1991                         | 579                          |                              | 24,2%                        |
| 2000                         | 614                          |                              | 6,0%                         |
| 2010                         | 587                          |                              | −4,4%                        |
| Fonte: IBGE e Fundação SEADE |                              |                              |                              |

#### População total
Pelo Censo 2010 (IBGE) a população total do distrito era de 811 habitantes.

### Área territorial
A área territorial do distrito é de 119,287 km².

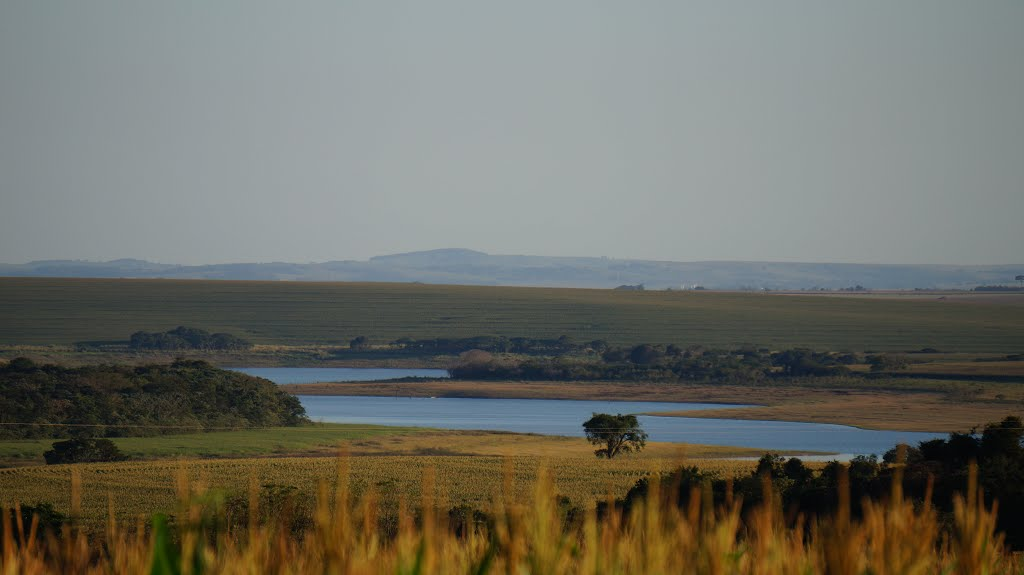
Rio Capivari em Gardênia

### Rodovias
O principal acesso ao distrito é a estrada vicinal que faz a ligação SP-270 - Agissê - SP-421 - Gardênia.

### Hidrografia
- Rio Capivari

### Topografia
Localiza-se a uma altitude de 355 metros.

## Serviços públicos

### Registro civil
Atualmente é feito no próprio distrito, pois o Cartório de Registro Civil das Pessoas Naturais ainda continua ativo.

### Saneamento
O serviço de abastecimento de água é feito pela Prefeitura Municipal de Rancharia.

### Energia
A responsável pelo abastecimento de energia elétrica é a Energisa Sul-Sudeste, antiga Vale Paranapanema (distribuidora do grupo Rede Energia).

### Telecomunicações
O sistema de telefones automáticos, assim como o sistema de discagem direta à distância (DDD), foram implantados pela Telecomunicações de São Paulo (TELESP).

## Religião
O Cristianismo se faz presente no distrito da seguinte forma:

### Igreja Católica
- A igreja faz parte da Diocese de Assis[18].

### Igrejas Evangélicas
- Assembleia de Deus - O distrito possui uma congregação da Assembleia de Deus Ministério do Belém, vinculada ao Campo de Rancharia. Por essa igreja, através de um início simples, mas sob a benção de Deus, a mensagem pentecostal chegou ao Brasil. Esta mensagem originada nos céus alcançou milhares de pessoas em todo o país, fazendo da Assembleia de Deus a maior igreja evangélica do Brasil[19][20].
- Congregação Cristã no Brasil[21].